# Archiv für Religionswissenschaft
Das Archiv für Religionswissenschaft war eine religionswissenschaftliche international ausgelegte deutsche Fachzeitschrift, die zwischen 1898 und 1942 erschien. Sie wurde durch Thomas Achelis gegründet und mit dem Verlagswechsel 1904 zu B. G. Teubner (Leipzig) und Herausgeberwechsel zu Albrecht Dieterich programmatisch neu ausgerichtet mit dem Gewicht auf die philologisch orientierte Religionswissenschaft. Nach Dieterichs plötzlichem Tod übernahm 1908 Richard Wünsch die Verantwortung als Herausgeber.
Die Gründung der Zeitschrift gilt als Beginn der Etablierung der Disziplin Religionswissenschaft an den deutschen Universitäten. Der programmatische Aufsatz „Was ist Religionswissenschaft?“ des Indologen Edmund Hardy in der ersten Ausgabe lieferte eine Bestimmung, „die bis heute den Kern des Faches ausmacht“.
Nach dem Ersten Weltkrieg und der anfänglichen internationalen Isolation und Boykott der deutschen Wissenschaft erlebte das Archiv in den Zwischenkriegsjahrzehnten wirtschaftlich schwierige Zeiten. Durch eine enge Kooperation mit der schwedischen Religionswissenschaft, namentlich vertreten durch den renommierten Gräzisten Martin P. Nilsson, und durch die Zusammenlegung mit der schwedischen Zeitschrift „Beiträge zur Religionswissenschaft“ der „Religionswissenschaftlichen Gesellschaft Stockholm“ 1923 wurde der internationale Charakter der Zeitschrift gestärkt. Gleichfalls konnten durch die Zusammenlegung wirtschaftliche Probleme kompensiert werden. Nilsson übernahm in der Folge gemeinsam mit Otto Weinreich die Herausgeberschaft. Nach der nationalsozialistischen Machtergreifung 1933 veränderte sich das wissenschaftliche Klima zwischen Schweden und Deutschland. Insbesondere stieß die nationalsozialistische Ideologie (Germanenkult, Rassismus, Antisemitismus) und die Einflussnahme auf die Wissenschaften auf zunehmende Skepsis und harsche Ablehnung. Zu den wirtschaftlichen Schwierigkeiten der Zeitschrift trat in den dreißiger Jahren der wissenschaftliche Existenzkampf gegen das NS-System, aber auch durch aufgenötigte Kompromisse. Nilsson geriet in Schweden in die Kritik, nicht deutlich genug auf Abstand gegenüber der NS-Wissenschaftspolitik zu gehen. Der Zweite Weltkrieg führte konsequenterweise 1943 zur Beendigung der gemeinsamen Herausgabe und der Förderung durch die Stockholmer Gesellschaft, womit die Weiterführung des Archivs nicht mehr möglich war und das Erscheinen eingestellt wurde.